# Рублянка
Рублянка (укр. Рублянка) — село в Красиловском районе Хмельницкой области Украины.
Население по переписи 2001 года составляло 280 человек. Почтовый индекс — 31023. Телефонный код — 3855. Занимает площадь 1,212 км². Код КОАТУУ — 6822755202.

## Местный совет
31022, Хмельницкая обл., Красиловский р-н, пгт Антонины, ул. Ленина, 6